# Silverton (Oregon)
Silverton és una població dels Estats Units a l'estat d'Oregon. Segons el cens del 2000 tenia 7.414 habitants.

## Demografia
Segons el cens del 2000, Silverton tenia 7.414 habitants, 2.707 habitatges, i 1.886 famílies. La densitat de població era de 1.048,6 habitants per km².
Dels 2.707 habitatges en un 39,4% hi vivien nens de menys de 18 anys, en un 51,8% hi vivien parelles casades, en un 13,6% dones solteres, i en un 30,3% no eren unitats familiars. En el 25% dels habitatges hi vivien persones soles el 12,9% de les quals corresponia a persones de 65 anys o més que vivien soles. El nombre mitjà de persones vivint en cada habitatge era de 2,71 i el nombre mitjà de persones que vivien en cada família era de 3,25.
Per edats la població es repartia de la següent manera: un 31,8% tenia menys de 18 anys, un 9,1% entre 18 i 24, un 25,5% entre 25 i 44, un 20,3% de 45 a 60 i un 13,4% 65 anys o més.
L'edat mediana era de 33 anys. Per cada 100 dones de 18 o més anys hi havia 84,7 homes.
La renda mediana per habitatge era de 38.429$ i la renda mediana per família de 46.196$. Els homes tenien una renda mediana de 34.707$ mentre que les dones 24.479$. La renda per capita de la població era de 18.062$. Aproximadament el 10,4% de les famílies i el 13% de la població estaven per davall del llindar de pobresa.

## Poblacions més properes
El següent diagrama mostra les poblacions més properes.